# Pseudocoris yamashiroi
Pseudocoris yamashiroi és una espècie de peix de la família dels làbrids i de l'ordre dels perciformes.

## Morfologia
Els mascles poden assolir els 16 cm de longitud total.

## Distribució geogràfica
Es troba des de Micronèsia fins a Samoa. També a les Maldives, Maurici, Àfrica oriental i l'Illa Christmas.